# 日本中央競馬会
日本中央競馬会（にっぽんちゅうおうけいばかい、Japan Racing Association、略称：JRA）は、競馬法（昭和23年法律第158号）により競馬を行う団体として、農林水産大臣の監督を受け、日本国政府が資本金の全額を出資する特殊法人である。
監督する部局は、農林水産省畜産局競馬監督課。すなわち、日本中央競馬会は農林水産省の外郭団体である。

## 概要

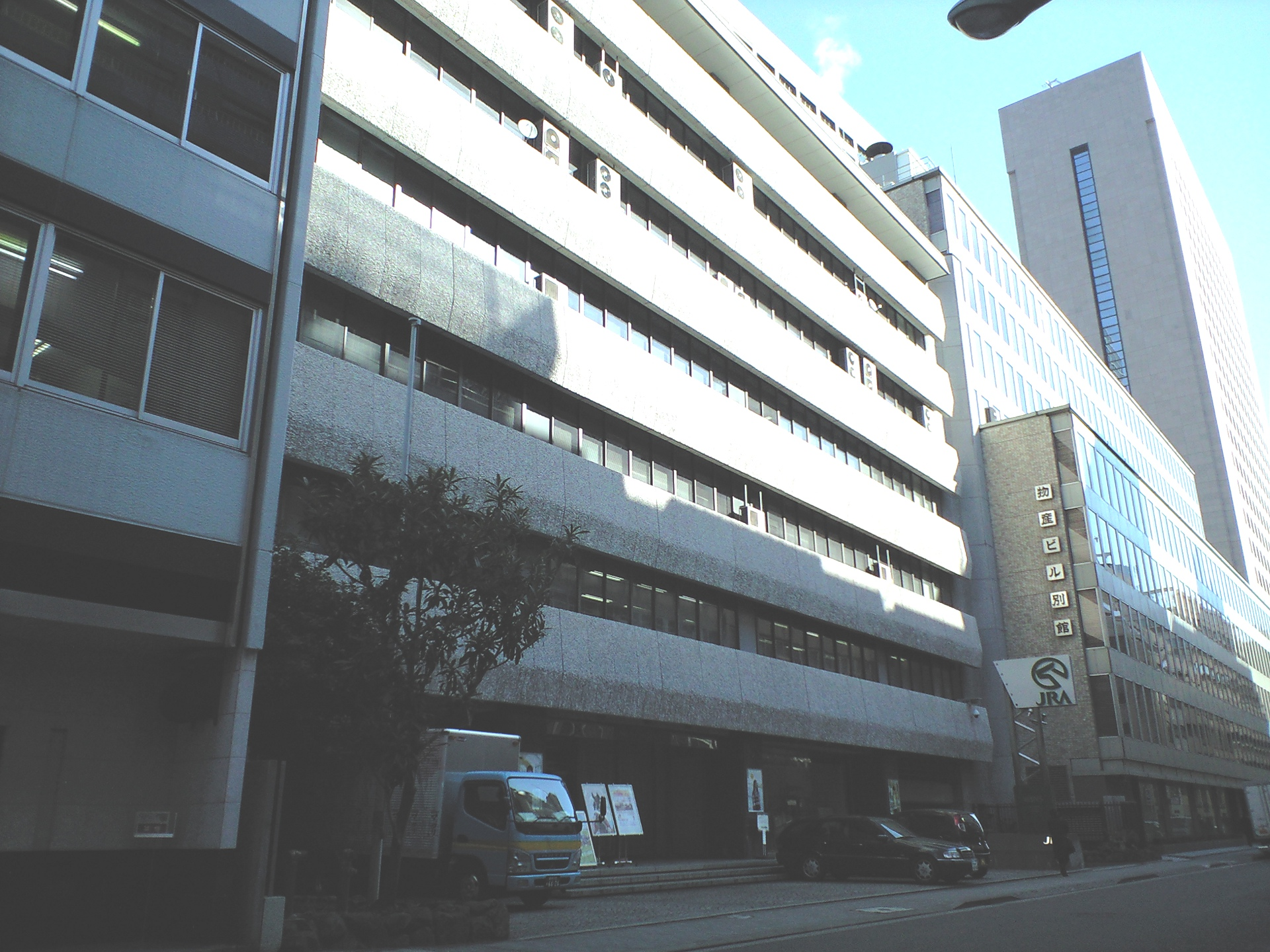
旧本部（旧：ウインズ新橋）（2015年7月移転）

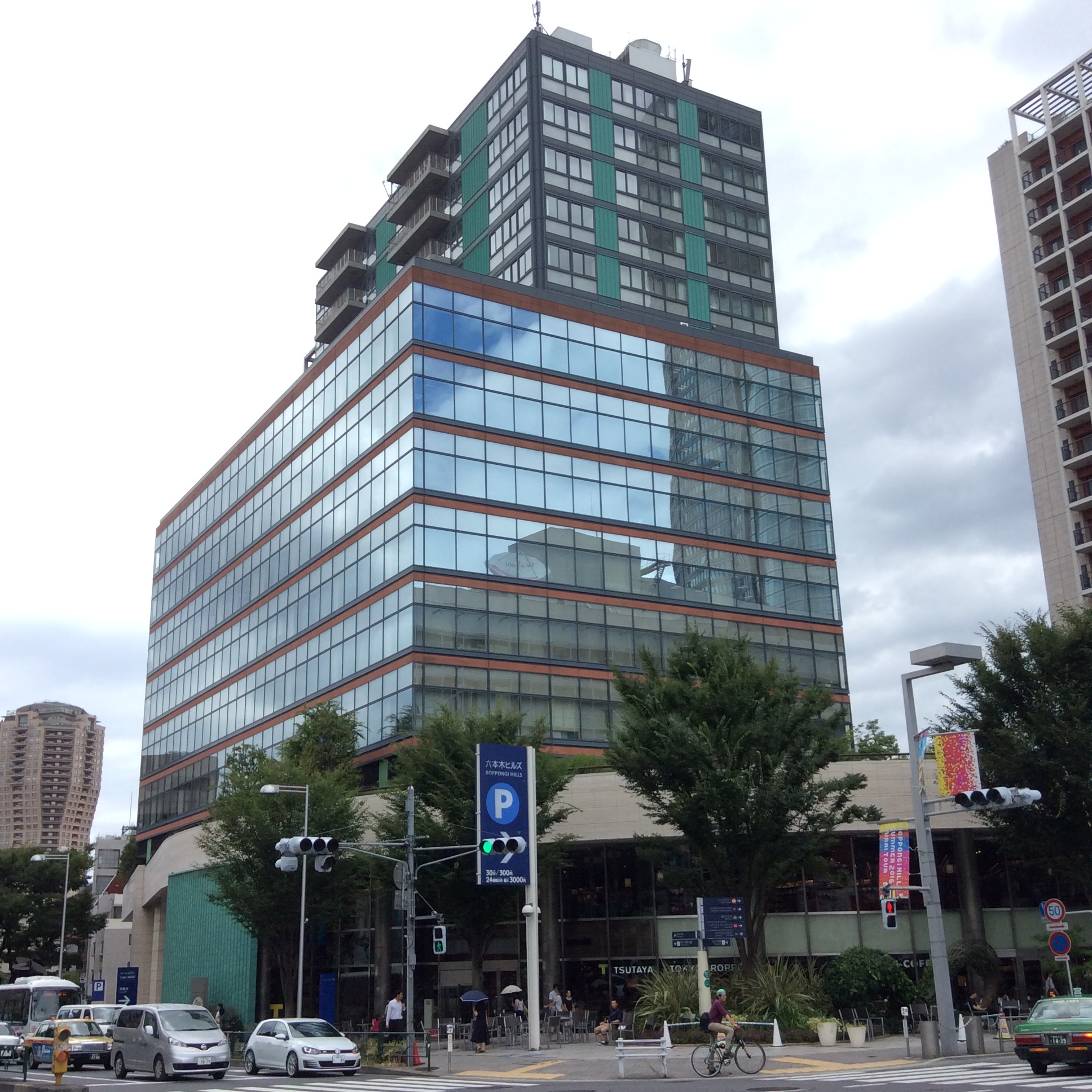
旧本部（六本木ヒルズゲートタワー）（2021年8月移転）

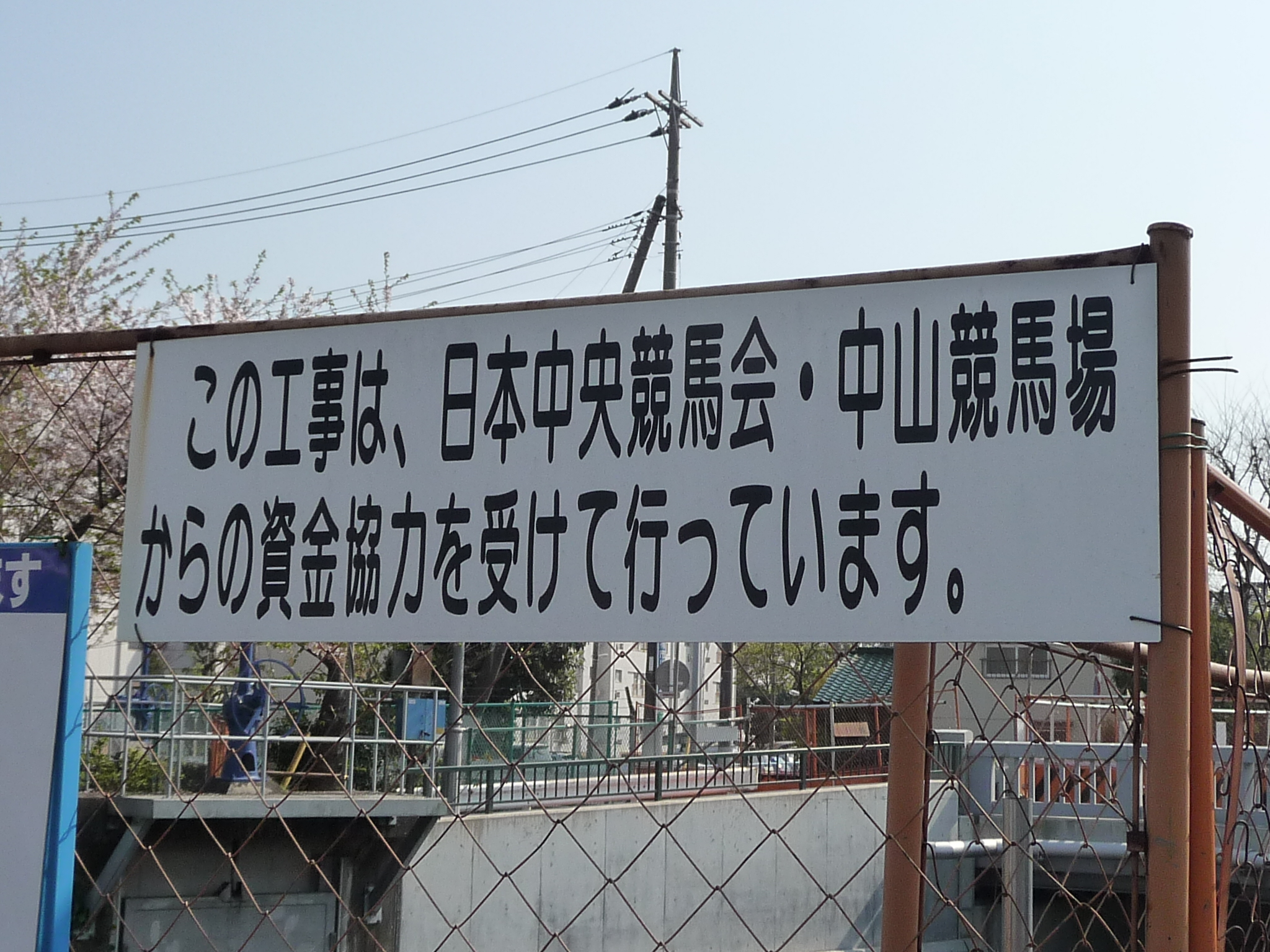
日本中央競馬会が資金の一部を協力する道路工事 (2009年撮影)

日本中央競馬会は競馬の健全な発展を図って馬の改良増殖その他畜産の振興に寄与するため、1954年に設立された。
競馬法に規定する中央競馬を全国10か所の競馬場で開催し、あわせて競走馬の育成や、競馬学校での騎手・厩務員の養成などを行い、中央競馬を開催する競馬場・トレーニングセンター・競走馬の育成場などの施設を保有している。世界最大の馬券売上げを誇り、2019年には約3205億円（第1国庫納付金・第2国庫納付金の合計）を国庫に納入し畜産の振興や社会福祉へ役立てられている。
- 所在地：東京都港区西新橋一丁目1番1号（日比谷フォートタワー）[† 3][15]
- 資本金：49億2412万9000円
- 売得金[† 4]：3兆2539億0707万6200円（2022年、前年比105.3%）[16][† 5]
  - 売得金の約70 - 80％が法定上の払戻金（法定控除率20 - 30％）[† 6][† 7]、約10％が第一国庫納付金として支払われ、それらの剰余金が競馬会の運営費[† 7][† 8]となる。
- 総参加人員：1億9680万2493人[† 9]（2022年、前年比110.5%）[16]
- 国庫納付金：3463億7642万8351円（2021年）[3]
- 職員数：1,779人（2021年末）[3]

略称「JRA」は、英称「Japan Racing Association」から頭文字を取ったもの。以前は「NCK（Nippon Chuo Keiba-kaiの略）」を使用しており、1987年にJRAに変更された。シンボルマークは榮久庵憲司がデザインし、馬と競馬場のコースをモチーフに楕円形の中に疾走する馬をシンプルにあしらった形とし、配色は自然の安らぎや競馬場の木々や芝、健康的・一般的なイメージの落ち着きある緑色の配色（PANTONE 341C）、線と線の間を空け開かれたイメージとした。
日本中央競馬会が主催する競走の賞金は、世界の中でもアラブ首長国連邦（UAE）と並んで高い部類である。日本中央競馬会の場合は世界最大の馬券売上げが高水準の賞金を支えている。
馬主の団体である日本馬主協会連合会の運営費も日本中央競馬会が負担している。これは「競走協力金 (PDF) 」と呼ばれ、各レースの上位3頭の馬主が所属する馬主協会に支給される。

## 沿革

### 前史
1923年に競馬法が制定され、各地で競馬を開催する主催団体として認められた競馬倶楽部が設立され、やがてそれら11競馬倶楽部が合体して1936年に設立された日本競馬会が、当時7競馬場に下賜されていた帝室御賞典（天皇賞の前身）を受け継ぎ、東京競馬倶楽部が創設した東京優駿（日本ダービー）に加えて横浜農林省賞典4歳呼馬（皐月賞）、京都農林省賞典4歳呼馬（菊花賞）、中山4歳牝馬特別（桜花賞）、阪神優駿牝馬（オークス）を創設した。
そして戦後も日本競馬会のもとで競馬が運営されたが、GHQの独占禁止法に抵触するとの見解から、1948年に日本競馬会は解散し、農林省畜産局が直営するいわゆる国営競馬へ移行された。しかし、競馬を直接国が運営するという形態にやがて異論が出るようになり、サンフランシスコ講和条約が成立して、占領期間が終了する1951年前後から、国営競馬の存在が問題視されるようになった。

### 設立の経緯
この動きに合わせて1951年に全国馬主協会連合会、軽種馬生産農業協同組合、日本馬事協会、全日本調教師騎手会などが政府に民営移管の陳情書を提出し、翌年1952年に政府内に農林大臣の諮問機関として競馬制度審議委員会が設置された。この委員会の委員52名の中には中村勝五郎（中山馬主協会会長）、永田雅一（東京馬主協会副会長）、栗林友二（全国馬主連合会会長）、安井誠一郎（東京都知事及び全国公営競馬協議会会長）、安田伊左衛門（元日本競馬会理事長）、河野一郎（日本畜産会会長）、正力松太郎（関東レースクラブ取締役会長）などのメンバーが揃い、主に競馬施行主体の性格および組織、競馬施行主体の数と統制、納付金、競馬場の数と開催回数、監督機構とその内容、施設の国有財産の処理、そして地方競馬についてを民営移管の重要な問題点として多くの意見が出され論議された。この委員会では地方競馬について意見が分かれて結局最終的な結論を出すには至らなかったが、国営競馬の速やかな民営化、その施行主体は公共性の強い単一の特殊法人でという点では一致した結論が出ていた。
そして政府内でこの競馬制度審議委員会での議論を基調に1年あまりをかけて成案の検討を進めて日本中央競馬会法案を作成し、1954年5月29日に衆議院本会議で可決、5月31日に参議院本会議で修正案が可決、6月2日に衆議院で参議院の修正に同意する形で法案が成立した。
ここに日本中央競馬会法が1954年7月1日に公布されて、7月14日に設立委員が農林大臣によって任命された。この設立委員は、競馬制度審議委員会議長であった荷見安（日本銀行政策委員）、谷田俊二郎（西日本馬主協会会長）、永田雅一、安田伊左衛門、河野一之（大蔵事務次官）、東畑四郎（農林事務次官）の6名で、9月10日に初代理事長に安田伊左衛門が任命され、9月16日に農林省畜産局の直営から、その外郭団体となる団体に施行を引き継ぐ形態で、日本中央競馬会が設立し、9月25日に中央競馬が東京と京都との2つの競馬場でスタートした。

## 組織
2007年までJRAの運営を監視・指揮する機関（役員会にあたる組織）は「理事会」が務めていた。しかし特殊法人改革の一環で競馬法が改正されて、役員組織の上部に位置する新たな最高意思決定機関として、「政府によって外部から選ばれたメンバー」で構成される「経営委員会」が置かれることとなった。

### 経営委員会
- JRAには経営委員会が置かれている[26]。経営委員会では経営の基本方針及び目標その他業務運営の重要事項を決定する[27]。
- 経営委員会は委員6人及び理事長で組織され、農林水産大臣が任命する[28]。
- 委員長は委員の互選により選任され、経営委員会の会務を総理する[29]。
- 委員の任期は3年で、補欠の委員の任期は前任者の残任期間である[30]。委員は再任されることができる[31]。
  - 2023年9月12日現在の委員[32]
    - 片山雅文
    - 小堀 秀毅（委員長代理）
    - 酒井順子
    - 田島優子
    - 眞鍋昇
    - 山西健一郎（委員長）
    - 吉田正義

### 役員
- JRAには役員として理事長（1人）、副理事長（1人）、理事（10人以内）、監事（3人以内）が置かれる[33]。
- 理事長は農林水産大臣が任命する[34]。理事長は競馬会を代表するとともに業務を総理する[35]。理事長は経営委員会にも加わる。任期は3年である[36]。
- 副理事長は経営委員会の同意を得て理事長が任命する[37]。副理事長は理事長の補佐や事務の掌理等を行う[38]。任期は3年[36]。
- 理事は経営委員会の同意を得て理事長が任命する[37]。理事は理事長および副理事長の補佐や事務を掌理等を行う[39]。任期は2年[40]。
- 監事は農林水産大臣が任命する[34]。監事は業務の監査を行う[41]。任期は2年[40]。

### 歴代理事長
| 代 | 氏名         | 就任時期      | 備考           |
| -- | ------------ | ------------- | -------------- |
| 1  | 安田伊左衛門 | 1954・1955年  |                |
| 2  | 有馬頼寧     | 1955 - 1957年 | 在任のまま死去 |
| 3  | 酒井忠正     | 1957 - 1962年 |                |
| 4  | 石坂弘       | 1962 - 1966年 |                |
| 5  | 清井正       | 1966 - 1972年 |                |
| 6  | 大澤融       | 1972 - 1978年 |                |
| 7  | 武田誠三     | 1978 - 1981年 |                |
| 8  | 内村良英     | 1981 - 1985年 |                |
| 9  | 澤邊守       | 1985 - 1990年 |                |
| 10 | 渡邊五郎     | 1990 - 1995年 |                |
| 11 | 京谷昭夫     | 1995・1996年  | 在任のまま死去 |
| 12 | 濱口義曠     | 1996 - 1999年 |                |
| 13 | 高橋政行     | 1999 - 2007年 |                |
| 14 | 土川健之     | 2007 - 2014年 | 初の生え抜き   |
| 15 | 後藤正幸     | 2014 - 2023年 |                |
| 16 | 吉田正義     | 2023年 -      |                |

### 運営審議会
- JRAには運営審議会が置かれている[44]。運営審議会では理事長の諮問に応じて、業務執行に関する重要事項を調査審議する[45]。
- 運営審議会は理事長が農林水産大臣の認可を受けて任命した10人の委員で組織される[46]。任期は2年である[47]。
  - 2024年10月1日現在の委員[48]
    - 西川賢(日本馬主協会連合会 会長)
    - 武豊(日本騎手クラブ 会長)
    - 手塚貴久(日本調教師会 会長)
    - 古川雅且(日高軽種馬農業協同組合 代表理事組合長)
    - 大西洋(日本空港ビルデング 取締役副社長)
    - 佐藤藍子(俳優)
    - 鈴木淑子(競馬ジャーナリスト)
    - 土川健之(元JRA 理事長)
    - 蓮見恭子(小説家)
    - 宮下真理子(日本画家)
    - 本川一善(元JRA 副理事長)[49]

### 裁定委員会
- 競馬開催期間外に発生した事由に関する処分を議定する[50]。
- 競馬開催中に発生した事由に関する処分は裁決委員の権限において行われるのが通常だが、30日を超える処分の必要があると裁決委員が認める場合には裁定委員会が議定する[50]。
- 競馬開催中に発生した事由に関して裁決委員の権限において行われた処分について、競馬施行規程第150条又は第154条に基づき不服申立てがなされた場合には裁定委員会がこれを裁定する[51]。
- 裁定委員会は副理事長・常任理事及び理事・理事長が指名する参与および技術参事役・審判部長・トレーニングセンター（栗東・美浦）の各公正室長・外部委員（競馬のレースに関する専門的な知識や経験のある人から、理事長が委嘱。）で構成される[50]。
  - 2025年6月19日現在の外部委員[52]
    - 内谷武司 - 地方競馬全国協会公正部長（2023年4月7日から[53]）
    - 岡部幸雄 - 元中央競馬騎手（2009年6月20日から[54]）
    - 桑島孝春 - 元地方競馬騎手（2017年6月20日から[55]）
    - 田所秀孝 - 元中央競馬調教師（2021年6月20日から[56]）

### 開催執務委員
- 競馬を開催するために必要な委員として、政令で定められている[57]。
  - 委員長
  - 副委員長
  - 裁決委員
  - 走路監視委員
  - 決勝審判委員
  - ハンデキャップ作成委員
  - 検量委員
  - 発走委員
  - 馬場取締委員
  - 獣医委員
  - 整理委員
  - 総務委員
  - 情報管理委員
  - 広報委員
  - 施設委員
  - 勝馬投票委員
  - 来場促進委員

## 業務
中央競馬の施行や馬券の発売、競馬の公正確保、競走馬の研究、競馬に関する広報活動（テレビCMの放映や各種メディアでの競走の開催告知のほか、広報誌「優駿」の発行やJRA賞の制定）などの業務を行っている（2021年）。
- 中央競馬の開催
  - 開催回数：36回
  - 開催日数：288日
  - 開催競馬場：10場
  - 入場人員：72万2670人（2020年度比 72.9％）
  - 総参加人員[† 13]（海外競馬を含まない）：1億7810万8494人（2020年度比 106.6％）
- 馬主・競走馬・服色の登録。
  - 馬主登録：JRA所属2,672名、国際関係2名、地方関係22名
  - 競走馬登録：JRA所属8,890頭、国際関係3頭、地方関係54頭
  - 服色登録：JRA所属2,026件、国際関係2件
- 調教師及び騎手の免許 
  - 調教師免許：JRA所属192名、国際関係2名、地方関係47名
  - 騎手免許：JRA所属139名、国際関係2名、地方関係10名、短期1名
- 競走馬の育成
  - 市場購買馬（2歳馬75頭及び1歳馬74頭）を日高育成牧場及び宮崎育成牧場において育成
  - JRA生産馬（当歳馬9頭、2歳馬9頭及び1歳馬9頭）を日高育成牧場において生産育成研究を目的として育成
- 騎手の養成・訓練 
  - 競馬学校[† 14]において養成。在校生25名、卒業8名。
- その他、競馬の健全な発展を図るための必要な業務 
  - 競馬振興事業
  - 畜産振興事業
  - 払戻金への上乗せ、競走馬生産振興業務への交付金の交付、認定競馬活性化計画補助業務への交付金の交付

日本中央競馬会の運営は公正さが求められるため、競馬法・日本中央競馬会法などの法律により厳しく定められている。日本中央競馬会は、投票券売上の75%にあたる的中券の配当(控除率25％)と、国庫納付金や経費を支払った後の余剰金で、畜産振興事業を実施しているが、畜産振興を名目とした2008年度交付金の99%以上が、農林水産省の天下りが役員を務める法人に渡ったことが判明している。

## 主な施設
- 本部（東京都港区）[59]
  - 関西広報室（大阪府大阪市北区堂島浜 アクア堂島NBFタワー19階）
  - 海外駐在事務所：パリ・ロンドン・ニューヨーク・香港・シドニー
- 競馬場
  - 中央競馬#競馬場一覧を参照。
- 場外勝馬投票券発売所（ウインズ・ライトウインズ・パークウインズ・エクセル、J-PLACE[† 15]）
- トレーニングセンター
  - 美浦トレーニングセンター（茨城県稲敷郡美浦村）
  - 栗東トレーニングセンター（滋賀県栗東市）
- 競馬学校（千葉県白井市）
- 競走馬総合研究所（栃木県下野市）
  - 競走馬リハビリテーションセンター（福島県いわき市）
  - 生産育成研究室（北海道浦河郡浦河町）
- 馬事公苑（東京都世田谷区）
  - 馬事公苑宇都宮事業所（栃木県宇都宮市）
- JRA競馬博物館（東京都府中市・東京競馬場敷地内）
- 根岸競馬記念公苑・馬の博物館（神奈川県横浜市中区）
- 日高育成牧場（北海道浦河郡浦河町）
- 宮崎育成牧場（宮崎県宮崎市）
- Gate J.
  - TOKYO（東京都港区西新橋・日比谷フォートタワー内）
  - OSAKA（大阪府大阪市北区梅田 ウインズ梅田内）
- VIESTA（宮城県仙台市青葉区・熊本県熊本市中央区）
- 三木ホースランドパーク（兵庫県三木市）

## テレビ番組
- 日経スペシャル ガイアの夜明け 優駿の叫び 存続か廃止か 揺れる地方競馬（2005年1月18日、テレビ東京）[60]。

## 広告・PR

### JRA年間キャンペーン
中央競馬に対する年間を通じた広告として出演者（2001・2012 - 2014年を除く）とキャッチコピーを定めてテレビ、ラジオ、新聞、ポスターなど多岐にわたる広告を行っている。GI級競走の開催の直前にはそのGI級競走の告知の内容となる。
| 年     | 出演者                                                                                | キャッチコピー                                       | 特記事項 |
| ------ | ------------------------------------------------------------------------------------- | ---------------------------------------------------- | --- |
| 1988年 | 小林薫                                                                                | そういう、競馬が大好きです。                         | サブキャッチとして「GREENSPIRIT,JRA」。 |
| 1989年 | 小林薫                                                                                | 見るたび新しい競馬です。                             | サブキャッチとして「GREENSPIRIT,JRA」。 |
| 1990年 | 柳葉敏郎 賀来千香子                                                                   | 好奇心100%の競馬です。                               | ターゲットは若年層と女性層。CMソングは沢田知可子「Live On The Turf」（1990年）。 |
| 1991年 | 柳葉敏郎 賀来千香子                                                                   | 好奇心100%の競馬です。                               | ターゲットは若年層と女性層。CMソングは沢田知可子「Live On The Turf」（1990年）。 |
| 1992年 | 高倉健                                                                                | あなたと話したい競馬があります。                     | CMソングは伊豆田洋之「夢のふるさと」。 |
| 1993年 | 高倉健                                                                                | あなたと話したい競馬があります。                     | 他に裕木奈江が出演。 |
| 1994年 | 真田広之 時任三郎 中井貴一                                                            | あなたがいるから、競馬は楽しい。                     | |
| 1995年 | 真田広之 時任三郎 中井貴一                                                            | あなたがいるから、競馬は楽しい。                     | |
| 1996年 | 本木雅弘 鶴田真由                                                                     | ひとりひとりに、競馬はうれしい。                     | ターゲットは若年層。 |
| 1997年 | 本木雅弘 鶴田真由                                                                     | ひとりひとりに、競馬はうれしい。                     | サブキャッチとして「どうなる競馬'97」。ターゲットは若年層。 |
| 1998年 | 木村拓哉                                                                              | キミの夢はここにある。                               | サブキャッチとして「EVERGREEN,JRA」。ターゲットは若い男女。 |
| 1999年 | 木村拓哉                                                                              | 走れ、JRA                                            | サブキャッチとして「EVERGREEN,JRA」。ターゲットは若い男女。 |
| 2000年 | 緒形拳 松嶋菜々子                                                                     | 私を楽しむ（それが競馬）。                           | |
| 2001年 | 馬キャラクター                                                                        | 競馬が、キミを呼んでいる。                           | ターゲットは若年層。声優は草彅剛、香取慎吾、PUFFY、前田亘輝、ユースケ・サンタマリア、華原朋美、篠原ともえ、近藤真彦、中澤裕子。他に井川遥が出演。                                                                                             |
| 2002年 | 小林薫 永瀬正敏 妻夫木聡                                                              | GOOD LUCK!                                           | |
| 2003年 | 明石家さんま                                                                          | サプライズ!                                          | サブキャッチとして「JRAサプライズ!キャンペーン2003」。他にジミー大西・佐藤江梨子らが出演。 |
| 2004年 | 明石家さんま                                                                          | サプライズ!! そして、次の名場面へ。                  | サブキャッチとして「JRAサプライズ!!キャンペーン2004」、「ありがとう50周年ANNIVERSARY」。他にユンソナが出演。 |
| 2005年 | 中居正広                                                                              | 大人をでっかく楽しむ時〜BIG TIME                     | |
| 2006年 | 中居正広                                                                              | BIG TIME. 〜競馬でうれしいのが、いちばんうれしい。〜 | 他に井崎脩五郎が出演。 |
| 2007年 | 織田裕二                                                                              | FEEL LIVE                                            | |
| 2008年 | 佐藤浩市 大泉洋 小池徹平 蒼井優                                                       | CLUB KEIBA                                           | |
| 2009年 | 佐藤浩市 大泉洋 小池徹平 蒼井優                                                       | CLUB KEIBA                                           | 他に岡部幸雄が出演。 |
| 2010年 | 佐藤浩市 大泉洋 小池徹平 蒼井優                                                       | CLUB KEIBA                                           | 他に光浦靖子、上島竜兵、大島優子、篠田麻里子、小嶋陽菜、ルー大柴、マツコ・デラックスが出演。 |
| 2011年 | 桐谷健太 吉高由里子 佐藤健                                                            | CLUB KEIBA                                           | 他に蒼井優、井崎脩五郎が出演。 |
| 2012年 |                                                                                       | 近代競馬 150th ANNIVERSARY                           | 日本の近代競馬発祥150年記念事業のCM。 |
| 2013年 | （エマズウィッシュ物語を主点に置いたため、行われず）                                  | （エマズウィッシュ物語を主点に置いたため、行われず） | （エマズウィッシュ物語を主点に置いたため、行われず） |
| 2014年 |                                                                                       | LOVE, HOLIDAY.                                       | JRA60周年記念CM。CMソング（同題）はTOKIO。作詞・作曲：長瀬智也 |
| 2015年 | 瑛太 有村架純 笑福亭鶴瓶                                                              | あなたの競馬が走り出す。                             | 以降はブランド広告と共有。 |
| 2016年 | 瑛太 有村架純 笑福亭鶴瓶                                                              | あなたの競馬が走り出す。                             | 以降はブランド広告と共有。 |
| 2017年 | 松坂桃李 柳楽優弥 高畑充希 土屋太鳳 以下は2019年より参加。 中川大志 葵わかな          | HOT HOLIDAYS!友情、愛情、ケイバ場!                   | |
| 2018年 | 松坂桃李 柳楽優弥 高畑充希 土屋太鳳 以下は2019年より参加。 中川大志 葵わかな          | HOT HOLIDAYS!友情、愛情、ケイバ場!                   | 他に横山裕、錦戸亮、村上信五（関ジャニ∞）、尼神インターが出演。 |
| 2019年 | 松坂桃李 柳楽優弥 高畑充希 土屋太鳳 以下は2019年より参加。 中川大志 葵わかな          | HOT HOLIDAYS!ケイバ場が、あるじゃない?               | 他に武田真治が出演。 |
| 2020年 | 松坂桃李 柳楽優弥 高畑充希 土屋太鳳 以下は2019年より参加。 中川大志 葵わかな          | HOT HOLIDAYS!ケイバ場が、あるじゃない?               | 同年2月下旬以降新型コロナウイルス感染症の流行に伴い中央競馬が無観客開催となったため、4月頃から展開を見合わせた。 10月の凱旋門賞のPR素材で約半年ぶりに展開、以降のCMは競馬場ではなく、カフェをイメージした室内セットでの収録に切り替えている。 |
| 2020年 | 松坂桃李 柳楽優弥 高畑充希 土屋太鳳 以下は2019年より参加。 中川大志 葵わかな          | HOT HOLIDAYS!ケイバ場が、あるじゃない?               | 馬術競技応援CM「TOGETHER! もっと、高く、美しく。」総論篇に松坂、土屋が出演。 |
| 2021年 | 松坂桃李 柳楽優弥 高畑充希 土屋太鳳 以下は2019年より参加。 中川大志 葵わかな          | HOT HOLIDAYS!あたらしい週末。                        | 11月開催のジャパンカップのCMで、スタンドに観客を入れないかたちながらも1年7カ月ぶりに競馬場での収録が行われた。 |
| 2022年 | 長澤まさみ 見上愛 以下は2023年より参加。 佐々木蔵之介 以下は2025年より参加。 竹内涼真 | HERO IS COMING.                                      | |
| 2023年 | 長澤まさみ 見上愛 以下は2023年より参加。 佐々木蔵之介 以下は2025年より参加。 竹内涼真 | HERO IS COMING.                                      | |
| 2024年 | 長澤まさみ 見上愛 以下は2023年より参加。 佐々木蔵之介 以下は2025年より参加。 竹内涼真 | HERO IS COMING.                                      | |
| 2025年 | 長澤まさみ 見上愛 以下は2023年より参加。 佐々木蔵之介 以下は2025年より参加。 竹内涼真 | Hello, Special Times.                                | |

- 2001年はほかに「GO! JRAジョッキーキャンペーン」としてナインティナインが起用され、岡村隆史が新人騎手で矢部浩之が記者という設定で出演したCMが製作された（ほかに和田竜二、河内洋らが出演）。放送、CMソングはゆずの『3カウント』。
- 2011年の「WIN5」のCMでは、11月公開の映画『ステキな金縛り』とのコラボレーションで主演の深津絵里、監督の三谷幸喜が出演。
- 2012年は4月から「SMART!JRA」と題し[66]、アイドルグループのAKB48[66]、アニメーション映画の『ヱヴァンゲリヲン新劇場版』[67]といった各種エンターテイメントとのコラボレーション企画を展開した。
- 年間キャンペーンは基本的に1〜2年で変わることが多いが、『HOT HOLIDAYS!』シリーズ（2017年〜2021年）や『CLUB KEIBA』シリーズ（2008年〜2011年）のように長期間にわたって展開される場合もある。

### JRAブランド広告
上記の中央競馬の告知を行うJRA年間キャンペーンとは別に、競馬の素晴らしさをイメージした広告を行っている。
| 年     | キャッチコピー                                                   | 楽曲者                                                            | CMソング                                                                             | 出演者 |
| ------ | ---------------------------------------------------------------- | ----------------------------------------------------------------- | ------------------------------------------------------------------------------------ | --- |
| 2000年 | それぞれの競馬がある。                                           | 小田和正                                                          | woh woh／19の頃                                                                      | なし |
| 2001年 | また、次の競馬へ。                                               | 小田和正                                                          | 風の街                                                                               | なし |
| 2001年 | 最後の10完歩                                                     | 小田和正                                                          | woh woh                                                                              | なし |
| 2002年 | （なし）                                                         | （なし）                                                          | （なし）                                                                             | （なし）                                                                                                  |
| 2003年 | 競馬に逢えて、よかった。                                         | ゴスペラーズ                                                      | めぐる想い                                                                           | なし |
| 2004年 | そして、次の名馬面へ                                             | ゴスペラーズ                                                      | 街角 -on the corner-                                                                 | なし |
| 2005年 | 人が馬を愛すように、馬も人を愛している。                         | 一青窈                                                            | ハナミズキ／影踏み                                                                   | なし |
| 2006年 | 競馬が教えてくれたこと                                           | イム・ヒョンジュ                                                  | 序曲                                                                                 | なし |
| 2007年 | 今日も私の好きな馬が走っています。                               | レミオロメン                                                      | 茜空（8月まで）／リズム（9月より）                                                   | なし |
| 2008年 | Touch,your heart.                                                | 平井堅                                                            | 写真                                                                                 | なし |
| 2009年 | 空と、芝の、あいだに。                                           | 熊木杏里                                                          | 雨が空から離れたら                                                                   | なし |
| 2010年 | 想いを乗せて、吹く風がある。                                     | ラムジ                                                            | ユメオイビト                                                                         | なし |
| 2011年 | 最後の10完歩                                                     | 小田和正                                                          | woh woh                                                                              | なし |
| 2011年 | （主要GI時に使用）                                               | T-REX                                                             | 20th century boy                                                                     | なし |
| 2012年 | 最後の10完歩                                                     | 小田和正                                                          | woh woh                                                                              | なし |
| 2012年 | 次の夢へ                                                         | 小田和正                                                          | 19の頃                                                                               | なし |
| 2012年 | The WINNER（主要GI時に使用）                                     | （競走によって異なる）                                            | （競走によって異なる）                                                               | なし |
| 2013年 | エマズウィッシュ物語                                             | 小田和正                                                          | かなた                                                                               | なし |
| 2013年 | The LEGEND（主要GI時に使用）                                     | コーネリアス他                                                    | -                                                                                    | なし |
| 2014年 | The GI story（主要GI時に使用）                                   | なし                                                              | なし                                                                                 | 竹野内豊                                                                                                  |
| 2015年 | あなたの競馬が走り出す。（年間キャンペーンと共有）               | いきものがかり                                                    | マイステージ                                                                         | 瑛太、有村架純、笑福亭鶴瓶                                                                                |
| 2015年 | 夢の第11レース                                                   | なし                                                              | なし                                                                                 | なし |
| 2016年 | あなたの競馬が走り出す。（年間キャンペーンと共有）               | いきものがかり                                                    | いこう                                                                               | 瑛太、有村架純、笑福亭鶴瓶                                                                                |
| 2016年 | a beautiful race                                                 | 松任谷由実                                                        | AVALON                                                                               | 現役騎手が出演                                                                                            |
| 2017年 | HOT HOLIDAYS!友情、愛情、ケイバ場!（年間キャンペーンと共有）     | 木村カエラ                                                        | HOLIDAYS                                                                             | 松坂桃李、柳楽優弥、高畑充希、土屋太鳳                                                                    |
| 2018年 | HOT HOLIDAYS!友情、愛情、ケイバ場!（年間キャンペーンと共有）     | 木村カエラ                                                        | HOLIDAYS                                                                             | 松坂桃李、柳楽優弥、高畑充希、土屋太鳳                                                                    |
| 2019年 | HOT HOLIDAYS!ケイバ場が、あるじゃない?（年間キャンペーンと共有） | 木村カエラ                                                        | HOLIDAYS                                                                             | 松坂桃李、柳楽優弥、高畑充希、土屋太鳳、中川大志、葵わかな                                                |
| 2020年 | HOT HOLIDAYS!ケイバ場が、あるじゃない?（年間キャンペーンと共有） | 木村カエラ                                                        | HOLIDAYS                                                                             | 松坂桃李、柳楽優弥、高畑充希、土屋太鳳、中川大志、葵わかな                                                |
| 2021年 | HOT HOLIDAYS!あたらしい週末。（年間キャンペーンと共有）          | 木村カエラ                                                        | HOLIDAYS                                                                             | 松坂桃李、柳楽優弥、高畑充希、土屋太鳳、中川大志、葵わかな                                                |
| 2021年 | あしたのために、競馬はある。                                     | すぎやまこういち（GIファンファーレ篇） 辻井伸行（社会貢献活動篇） | 東京・中山GI競走ファンファーレ（GIファンファーレ篇） あしたのために（社会貢献活動篇) | 自転車を漕ぎながら、ファンファーレを鼻歌で歌う新人女優（芸名：未確認）（GIファンファーレ篇）              |
| 2022年 | HERO IS COMING.（年間キャンペーンと共有）                        | 安室奈美恵                                                        | Hero                                                                                 | 長澤まさみ、見上愛                                                                                        |
| 2023年 | HERO IS COMING.（年間キャンペーンと共有）                        | 安室奈美恵                                                        | Hero                                                                                 | 長澤まさみ、見上愛、佐々木蔵之介                                                                          |
| 2023年 | 今日、わたしの物語が走ります。                                   | Aimer                                                             | crossovers                                                                           | 下記は声の出演。 石川由依、小清水亜美、鈴木真之介、鈴代紗弓、田中啓太郎、長谷川育美、花守ゆみり、前野智昭 |
| 2024年 | HERO IS COMING.（年間キャンペーンと共有）                        | 安室奈美恵                                                        | Hero                                                                                 | 長澤まさみ、見上愛、佐々木蔵之介                                                                          |
| 2024年 | 未来へ、走り続ける。                                             | 星野源                                                            | 一瞬                                                                                 | |
| 2025年 | Hello, Special Times.（年間キャンペーンと共有）                  | 緑黄色社会                                                        | Mela!                                                                                | 長澤まさみ、見上愛、佐々木蔵之介、竹内涼真                                                                |

### JRA制定前のキャッチフレーズ
| 年            | キャッチフレーズ                                                   | テーマ                                                   |
| ------------- | ------------------------------------------------------------------ | -------------------------------------------------------- |
| 1954 - 1964年 | 明るく楽しい中央競馬                                               | 新生中央競馬のイメージ。                                 |
| 1965 - 1969年 | 楽しさは一家そろって中央競馬                                       | レジャーとしての競馬。一般公募。                         |
| 1970 - 1973年 | 新しい心の世界が発見できるフィーリングスポーツ                     | 健全娯楽としての競馬。                                   |
| 1974 - 1977年 | Enjoy&Study。競馬は遊びの一つです。遊びの主役はあなたです。        | 馬と人の文化。                                           |
| 1978・1979年  | 遊び・・・・心豊かに。                                             | 馬と人の文化。                                           |
| 1980年        | 人、馬、われら仲間                                                 | 競馬文化の強調。                                         |
| 1981年        | マイフレンド、マイサラブレッド。サラブレッドが競馬が身近になった。 | 競馬文化の強調。                                         |
| 1982年        | WEEKEND CHALLENNGER. サラブレッドと新鮮な週末にチャレンジしよう。  | 競馬入場者の減少対策。                                   |
| 1983年        | ひらめき族は、THE KEIBA                                            | ヤング層をターゲット。                                   |
| 1984年        | 今年は、KEIBAが面白い                                              | 番組体系の変化・強い馬づくり・競走馬の美しさをアピール。 |
| 1985年        | いま、KEIBAが面白い                                                | 番組体系の変化・強い馬づくり・競走馬の美しさをアピール。 |
| 1986・1987年  | 人と馬の300年ロマン                                                | イギリスを舞台に、競馬の伝統文化を強調                   |

### インターネット上でのキャンペーン
2010年以降、公式サイトまたは特設サイトにおいて以下のゲームコンテンツを公開している。
- CINEMA KEIBA/JAPAN WORLD CUP[76]
  - 2010・2011年実施。インタラクティブ要素のある短編CG作品。
- 優木まおみとデート体験!わたしをウマくリードして[76]
- 「好き撮り! MY JOCKEY」 〜篠田麻里子を撮り放題〜[76]
- My sweet ウマドンナ 〜僕は君のウマ〜[76]
  - 2011年12月より実施。
- 進撃のジャパンカップ[77]・進撃の有馬記念[78]
  - 2013年実施。『進撃の巨人』とのコラボレーション[77][78]。
- ダービー無双[79]
  - 2014年実施。『戦国無双4』とのコラボレーション[79]。
- 日本スモウダービー[80]
  - 2015年実施。日本相撲協会とのコラボレーション[80]。
- Japan Sumo Cup（ジャパンスモウカップ）[81]
  - 2015年実施。日本相撲協会・カプコン（「ストリートファイター」）とのコラボレーション。
- お馬のフチ子と日本ダービー[82]
  - 2016年実施。コップのフチ子とのコラボレーション。
- 走れ!おう松さん[83]
  - 2016年実施。おそ松さんとのコラボレーション。
- シン・アリマ[84]
  - 2016年実施。シン・ゴジラとのコラボレーション。
- うまぷよ[85]
  - 2017年実施。ぷよぷよとのコラボレーション。
- うまのフレンズ[86]
  - 2017年実施。けものフレンズとのコラボレーション。
- 新日本プロレスケイバ
  - 2017年・2019年実施。新日本プロレスとのコラボレーション。
- ポプテピ記念・ポプテピ記念2
  - 2017年・2019年実施。ポプテピピックとのコラボレーション[87]。
- ゲゲゲのケイバ
  - 2018年実施。ゲゲゲの鬼太郎とのコラボレーション。
- SERVANT/KEIBA
  - 2018年実施。Fate/stay nightとのコラボレーション[88]。
- 有馬戦士ガンダム
  - 2018年実施。機動戦士ガンダムとのコラボレーション[89]。
- ぐでぐでケイバ・ぐでうまのぐでぐでピクニック
  - 2018年・2019年実施。ぐでたまとのコラボレーション[90]。ぐでぐでピクニックは新潟競馬場・京都競馬場・東京競馬場・阪神競馬場・函館競馬場でオリジナルフードとドリンクの販売とフォトスポットを実施。
- ルパンTHE有馬
  - 2019年実施。ルパン三世とのコラボレーション[91]。
- Fate/Grandprix Order-絶対競馬戦線アリマニア-
  - 2019年実施。Fate/Grand Orderとのコラボレーション[92]。
- A.B.C-Zの馬チャレ☆[93]、A.B.C-Zの馬チャレ☆2[94]
  - 2020年実施。第1弾は4月-7月、第2弾は10月より。A.B.C-Zとのコラボレーション。
- ウルトラアリマ
  - 2020年実施。ウルトラマンシリーズとのコラボレーション[95]。
- にゃんこ大戦争
  - 2021年に2回実施。1回目は10月15日から10月31日[96]、2回目は12月20日から12月26日[97]。にゃんこ大戦争とのコラボレーション。
- マツケンアリマ66
  - 2021年実施。松平健が歌う「マツケンサンバ」とのコラボレーション[98]。

### マスコット・キャラクター
JRAでは1989年より「ターフィー」を公式マスコットキャラクターとして採用している。競馬場内やウインズで来客を迎えたりすることなどをおもな役目としている。2004年にデザインを一新し、2003年の有馬記念開催当日に引継式が行われた。新デザインはサンリオが行い、その見た目の和やかさはさらに増長された。
競馬場ごとのキャラクターとしては中山競馬場の「ナッキー」（1985年11月から）、中京競馬場の「ペガスター」（2012年から）がある。また期間限定で起用されたキャラクターには以下のものがある。
- くぼ君[101][102]（函館競馬場・札幌競馬場の薄暮競走。2005・2006年）
- センニ・ミヤキネン（中京競馬場、2006年）
- 長井千米太&サウザンド・ロボ[103]（新潟競馬場、2006年）
- 白鳥家の人々[104][105]（京都競馬場、2010年）

### 提供番組
放送中（一社提供）
- 美食ファンファーレ（フジテレビ・カンテレ 毎週木曜 21:54 - 22:00）
- 週末はウマでしょ!（フジテレビ 毎週金曜 22:52 - 23:00）
- 土曜名馬座（テレビ東京 毎週土曜 21:54 - 22:00）
- 鈴木淑子の地球は競馬でまわってる（ラジオNIKKEI第1放送 毎週金曜 20:00 - 20:30）

複数社提供
- サッポロビール新春スポーツスペシャル箱根駅伝（日本テレビ 毎年1月2日、1月3日）

過去の提供番組
- TVチャンピオン（テレビ東京）
- フジテレビ・カンテレ 木曜21時台ミニ番組枠
  - 馬と翔る日（2006年10月 - 2007年9月）※フジテレビのみ放送
  - 馬の王子様（第2期、2010年10月 - 2013年3月）
  - ウマイハナシ（2013年4月 - 2016年3月）
  - となりの新選組（2016年4月 - 8月）
  - ふらり松尾芭蕉（2016年11月 - 2017年12月）
  - ウマラテ（2018年1月 - 2019年12月）
  - ザ・ホースマン笑（2019年11月 - 2022年3月）※2019年12月までは火曜夜に放送
- たしなみLady（フジテレビ）
- 乗馬Labo（2020年、フジテレビ）
- 恋愛マルシェ（2020年10月 - 2022年9月、BSフジ）
- お台場馬術部（2021年1月 - 9月、フジテレビ）
- The best time 〜音楽×競馬が紡ぐ記憶〜（2021年10月 - 2023年6月《休止期間あり》、フジテレビ）
- Horse Eye きっとウマくいく（2022年4月 - 9月、日本テレビ）
- 赤坂ケイバ探偵（2022年4月 - 12月、TBSテレビ）
- ウマビト探訪（2023年4月 - 9月、TBSテレビ）
- ドラム馬JOB大冒険（2023年10月 - 12月、TBSテレビ）

### 公式映像の配信
JRAの公式映像は、有料の衛星放送・グリーンチャンネル、ならびに無料放送のBS11（BSイレブン競馬中継）などで配信されているが、2023年3月25日以後、中央競馬の全開催日・全競馬場・全レースのライブ映像を配信している。特別な会員手続きや利用料は一切不要で、パソコン・タブレット、スマートフォンから視聴できるようになっている。レース以外のオッズ・関連情報などの映像は提供しない。なお、これに先駆け同2月25日から3月19日の中央競馬全開催日に、配信するレース数は限定されるが、実証試験配信が実施された。

## 主な関連企業
- JRAファシリティーズ - 出馬表などの印刷 競走馬用ゼッケンの製作など（旧 共栄商事）
- 中央競馬ピーアール・センター - 機関誌「優駿」やDVDソフトなどの制作・販売、場内映像システムの運用
- JRAシステムサービス - JRAシステムの開発・運用（旧：日本トータリゼータ）、JRA-VANなど各種情報サービス・カードの提供（旧：ターフ・メディア・システム）、機器リース業務（旧：日本レーシングリース）
- 日本馬匹輸送自動車 - 競走馬輸送業務
- 競馬セキュリティサービス - 施設警備業務
- 日本スターティング・システム - 発走補助業務
- グリーンチャンネル - 競馬・馬事文化・農林水産業等に関するTV・インターネット放送事業
- 競馬共助会 - 競馬場内の売店運営、競馬関係者の福利厚生事業など
- 馬事文化財団 - 馬の博物館及びポニーセンター・JRA競馬博物館・Gate J.の展示管理運営

## JRA柔道部
JRAの柔道部は日本の実業団柔道におけるチームの1つである。
おもな出身選手は以下のとおり。
- 小川直也（バルセロナオリンピック柔道95kg超級銀メダリスト、全日本柔道選手権優勝6回）
- 瀧本誠（シドニーオリンピック柔道81kg級金メダリスト）
- 原沢久喜（リオデジャネイロオリンピック柔道100kg超級銀メダリスト）
- ベイカー茉秋（リオデジャネイロオリンピック柔道90kg超級金メダリスト）
- 影浦心

このほか中村義博、賀持道明、秀島大介といった有力選手が活躍した。